# Gaură albă
În astrofizică, o gaură albă este o ipotetică inversiune temporală a unei găuri negre. În timp ce o gaură neagră acționează ca un atractor, atrăgând materia care trece de orizontul evenimentului, gaura albă acționează ca o sursă care elimină materie din orizontul evenimentului său. Singura diferență potențială între ele este comportamentul orizontului evenimentului.
Orizontul evenimentului unei găuri negre poate doar să "atragă" materia, în timp ce cel al găurii albe "refuză" materia, astfel încât aceasta nu trece niciodată. Materia care se apropie la viteza locală apropiată de viteza luminii este împrăștiată și reemisă la moartea găurii albe. Timpul local total necesar unui obiect să cadă până la punctul final unic este același necesar pentru a fi înghițit de o gaură neagră, astfel încât teoria găurii albe nu prezice ce se întâmplă cu materia care cade în gaură. Ignorând emisii clasice imprevizibile ale găurii albe, aceasta este identică cu o gaură neagră pentru un observator extern.
În mecanica cuantică, o gaură neagră emite radiația Hawking, și astfel poate ajunge la echilibru termic prin eliminarea unui gaz de radiație. Datorită faptului că starea de echilibru termic nu variază în cazul inversiunii temporale, Stephen Hawking susține că inversiunea temporală a unei găuri negre în echilibru termic este chiar o gaură neagră în echilibru termal.  Asta implică faptul că găurile negre și găurile albe sunt același obiect. Radiația Hawking provenită dintr-o gaură neagră normală este identificată cu emisiile unei găuri albe, unde o gaură neagră în spațiu anti-de Sitter este descrisă ca un gaz termal, a cărui inversiune temporală este identică cu sine însăși.

## Origine
Găurile albe apar ca parte din soluția vacuum-ului a ecuațiilor de câmp ale lui Einstein, descriind găurile de vierme tip Schwarzschild. Unul din capetele unei astfel de gaură de vierme este o gaură neagră, atrăgând materie, și în cealaltă parte este o gaură albă, emițând materie. În primul rând găurile de vierme tip Schwarzschild  nu sunt stabile, iar apoi sunt doar o soluție a ecuațiilor lui Einstein când materia nu interacționează cu gaura. Găurile negre reale se formează prin colapsarea unei stele, iar când materia stelară colapsează în istoria găurii negre, anulează posibilitatea existenței găurii albe.
Entropia unei găuri negre este măsurată în zona orizontului evenimentului în unități Planck, și această zonă conține maximum de entropie. Când un obiect este emis în afara unei găuri albe, zona respectivă a orizontului scade sub nivelul maxim de entropie care poate fi introdusă în acel obiect. Astfel, existența găurilor albe în afara găurilor de vierme este improbabilă, pentru că se pare că încalcă a doua lege a termodinamicii. Totuși o gaură albă poate emite radiația Hawking și poate emite nivele mari de radiație în perioade foarte scurte de timp, permițându-i existența pentru perioade scurte de timp.